# Liechtenstein az 1994. évi téli olimpiai játékokon
Liechtenstein a norvégiai Lillehammerben megrendezett 1994. évi téli olimpiai játékok egyik részt vevő nemzete volt. Az országot az olimpián 3 sportágban 10 sportoló képviselte, akik érmet nem szereztek.

## Alpesisí
Férfi
| Versenyző     | Versenyszám            | 1. futam | 1. futam | 2. futam      | 2. futam      | Összesítés    | Összesítés    |
| Versenyző     | Versenyszám            | Idő      | Hely.    | Idő           | Hely.         | Idő           | Helyezés      |
| ------------- | ---------------------- | -------- | -------- | ------------- | ------------- | ------------- | ------------- |
| Marco Büchel  | Lesiklás               |          |          |               |               | 1:48,97       | 40.           |
| Marco Büchel  | Óriás-műlesiklás       | 1:31,82  | 28.      | nem ért célba | nem ért célba | kiesett       | kiesett       |
| Marco Büchel  | Szuperóriás-műlesiklás |          |          |               |               | 1:35,78       | 32.           |
| Hans Burkhard | Óriás-műlesiklás       | 1:32,73  | 34.      | nem ért célba | nem ért célba | kiesett       | kiesett       |
| Markus Foser  | Lesiklás               |          |          |               |               | 1:48,93       | 39.           |
| Jürgen Hasler | Lesiklás               |          |          |               |               | 1:47,62       | 29.           |
| Jürgen Hasler | Szuperóriás-műlesiklás |          |          |               |               | kiesett       | kiesett       |
| Achim Vogt    | Lesiklás               |          |          |               |               | 1:47,98       | 33.           |
| Achim Vogt    | Óriás-műlesiklás       | 1:31,12  | 24.      | 1:25,26       | 21.           | 2:56,38       | 21.           |
| Achim Vogt    | Szuperóriás-műlesiklás |          |          |               |               | nem ért célba | nem ért célba |
| Daniel Vogt   | Óriás-műlesiklás       | 1:31,97  | 30.      | nem ért célba | nem ért célba | kiesett       | kiesett       |
| Daniel Vogt   | Szuperóriás-műlesiklás |          |          |               |               | 1:35,08       | 27.           |

| Versenyző    | Versenyszám | Lesiklás | Lesiklás | Műlesiklás | Műlesiklás | Műlesiklás | Műlesiklás | Műlesiklás | Műlesiklás | Összesítés | Összesítés |
| Versenyző    | Versenyszám | Lesiklás | Lesiklás | 1. futam   | 1. futam   | 2. futam   | 2. futam   | Össz.      | Össz.      | Összesítés | Összesítés |
| Versenyző    | Versenyszám | Idő      | Hely.    | Idő        | Hely.      | Idő        | Hely.      | Idő        | Hely.      | Idő        | Helyezés   |
| ------------ | ----------- | -------- | -------- | ---------- | ---------- | ---------- | ---------- | ---------- | ---------- | ---------- | ---------- |
| Marco Büchel | Összetett   | 1:40,82  | 34.      | 53,60      | 22.        | 1:13,43    | 33.        | 2:07,03    | 33.        | 3:47,85    | 33.        |
| Achim Vogt   | Összetett   | 1:38,53  | 14.      | 55,29      | 31.        | 52,41      | 28.        | 1:47,70    | 28.        | 3:26,23    | 24.        |

Női
| Versenyző            | Versenyszám            | 1. futam | 1. futam | 2. futam | 2. futam | Összesítés    | Összesítés    |
| Versenyző            | Versenyszám            | Idő      | Hely.    | Idő      | Hely.    | Idő           | Helyezés      |
| -------------------- | ---------------------- | -------- | -------- | -------- | -------- | ------------- | ------------- |
| Birgit Heeb-Batliner | Óriás-műlesiklás       | 1:22,58  | 13.      | 1:13,51  | 17.      | 2:36,09       | 11.           |
| Birgit Heeb-Batliner | Szuperóriás-műlesiklás |          |          |          |          | nem ért célba | nem ért célba |

## Sífutás
Férfi
| Versenyző     | Versenyszám         | Eredmény  | Helyezés |
| ------------- | ------------------- | --------- | -------- |
| Markus Hasler | 10 km               | 27:17,1   | 55.      |
| Markus Hasler | 15 km üldözőverseny | 41:45,4   | 39.      |
| Markus Hasler | 30 km               | 1:18:18,7 | 21.      |
| Markus Hasler | 50 km               | 2:18:40,1 | 30.      |
| Stefan Kunz   | 10 km               | 28:44,8   | 76.      |
| Stefan Kunz   | 15 km üldözőverseny | 44:59,6   | 64.      |
| Stefan Kunz   | 30 km               | 1:24:00,0 | 55.      |
| Stefan Kunz   | 50 km               | 2:20:38,1 | 38.      |

## Szánkó
| Versenyző    | Versenyszám | 1. futam | 1. futam | 2. futam | 2. futam | 3. futam | 3. futam | 4. futam | 4. futam | Összesítés | Összesítés |
| Versenyző    | Versenyszám | Idő      | Hely.    | Idő      | Hely.    | Idő      | Hely.    | Idő      | Hely.    | Idő        | Helyezés   |
| ------------ | ----------- | -------- | -------- | -------- | -------- | -------- | -------- | -------- | -------- | ---------- | ---------- |
| Marco Felder | Férfi egyes | 52,279   | 27.      | 52,445   | 28.      | 52,122   | 26.      | 52,563   | 29.      | 3:29,409   | 27.        |